# Distorsione (economia)
In economia, una distorsione è una condizione che genera inefficienza economica, interferendo di conseguenza con la massimizzazione del "benessere sociale" quando gli agenti economici massimizzano il proprio benessere.
Nelle condizioni ideali di concorrenza perfetta senza esternalità, non ci sono distorsioni all'equilibrio di mercato tra domanda e offerta, in cui il prezzo equivale al costo marginale per ogni impresa e prodotto. Più in generale, una condizione utilizzata per misurare la distorsione è la deviazione tra il prezzo di mercato di un bene e il suo costo sociale marginale, cioè la differenza tra il saggio marginale di sostituzione nei consumi e il saggio marginale di trasformazione nella produzione. Tale deviazione può essere conseguenza di regolamentazioni pubbliche, monopoli, dazi doganali e limitazioni alle importazioni, che teoricamente possono dar luogo a un certo tipo di comportamento noto come rent seeking. Altre cause di distorsioni sono le esternalità non regolamentate, le differenti aliquote fiscali su beni o redditi, l'inflazione, e l'informazione imperfetta. Ciascuno di questi può portare a una perdita netta nel surplus sociale.